# Antonio Palomba
Antonio Palomba (20. prosince 1705 Neapol – 1769 tamtéž) byl italský operní libretista, notář, básník, cembalista a hudební pedagog.

## Život
Narodil se v Neapoli. Pracoval jako notář. V roce 1749 se stal učitelem cembala v Teatro della Pace. Do historie hudby se však zapsal jako autor libret pro opery skladatelů neapolské školy. Jen několik libret napsal pro divadla ve Florencii, Bologni a mimo Itálii. Většina z jeho více než 50 operních libret byla komediálního charakteru.
Zemřel v Neapoli v roce 1769 jako jedna z obětí chřipkové epidemie. Na jeho libreta skladatelé komponovali opery až do třicátých let 19. století.
Jeho synovec Giuseppe Palomba (1765 – 1825) se stal rovněž operním libretistou.

## Opery psané na libreta Antonia Palomby

### 1730–1739
- Li dispiette amoruse (podzim 1731, Teatro Nuovo, Neapol, Michele Gabellone)
- Lo creduto infedele (1735, Neapol, Nicola Bonifacio Logroscino)
- Il Carlo (1736, Neapol, Matteo Capranica)
- La Camilla (1737, Neapol, Ignazio Prota)
- L'errore amoroso (1737, Neapol, Niccolò Jommelli)
- Il Marchese Sgrana (1738, Neapol, Pietro Auletta)
- La Matilde (Winter 1739, Teatro dei Fiorentini, Neapol, Gioacchino Cocchi)

### 1740–1749
- Gl'intrichi delle cantarine (karneval 1740, Teatro dei Fiorentini, Neapol, Domènec Terradellas)
- Li travestimenti amorosi (10 July 1740, Teatro del Palazzo Reale di Napoli, Neapol, Davide Perez)
- L'Origille (8 December 1740, Teatro Nuovo, Neapol, Antonio Palella)
- Il trionfo del valore (1741, Teatro Nuovo, Neapol, Nicola Porpora)
- La violante (1741, Neapol, Nicola Bonifacio Logroscino)
- Le due zingare simili (1742, Neapol, Girolamo Abos)
- Il geloso (1743, Neapol, Girolamo Abos)
- Il giramondo (1743, Florencie, Teatro di Via del Cocomero, Leonardo Leo)
- Don Saverio (1744, Benátky, Giuseppe Avossa)
- La fedeltà odiata (1744, Teatro dei Fiorentini, Neapol, Leonardo Leo)
- L'amante tradito (1744, Brescia, zhudebnilo více skladatelů)
- L'Elisa (1744, Teatro dei Fiorentini, Neapol, Gioacchino Cocchi)
- L'amore ingegnoso (1745, Neapol, Vincenzo Legrenzio Ciampi)
- La moglie gelosa (1745, Neapol, Girolamo Abos)
- L'Eugenia (1745, Neapol, Matteo Capranica)
- L'errore amoroso (karneval 1745, Teatro S. Lucia, Palermo, Davide Pérez)
- La maestra (karneval 1747, Teatro Nuovo, Neapol, Gioacchino Cocchi)
- La Faustina (karneval 1747, Neapol, Geronimo Cordella)
- La mogliere traduta (1747, Teatro della Pace, Neapol, Nicola Calandro)
- Il barone di Vignalomba (1747, Teatro Nuovo, Neapol, Gaetano Latilla)
- La Costanza (1747, Neapol, Nicola Bonifacio Logroscino)
- Li despiette d'ammore (1748, Neapol, Nicola Bonifacio Logroscino a Nicola Calandro)
- L'amore in maschera (1748, Neapol, Niccolò Jommelli)
- Lo chiacchiarone (1748, Neapol, Pietro Comes)
- La scuola moderna o sia la maestra di buon gusto (1748, Benátky, revidovaná verze La maestra, Gioacchino Cocchi)
- Monsieur Petitone (1749, Teatro Nuovo, Neapol, Antonio Corbisiero)
- La serva bacchettona (1749, Teatro dei Fiorentini, Neapol, Gioacchino Cocchi)
- La Celia (1749, Teatro dei Fiorentini, Neapol, Gaetano Latilla)

### 1750–1759
- L'amor comico (1750, Neapol, Giuseppe Sellitto)
- La Gismonda (1750, Teatro dei Fiorentini, Neapol, Gioacchino Cocchi)
- Bernardone (karneval 1750, Teatro privato Valguarner, Palermo, Gioacchino Cocchi)
- Il chimico (1750, Teatro de Santa Creu, Barcelona, Giuseppe Scolari)
- Il gioco de' matti (Autumn 1750, Teatro dei Fiorentini, Neapol, Gaetano Latilla)
- La villana nobile (1751, Palermo, Niccolò Jommelli)
- Amore figlio del piacere (1751, Neapol, Nicola Bonifacio Logroscino a Giuseppe Ventura)
- La Griselda (1752, Neapol, Nicola Bonifacio Logroscino)
- Gl'inganni per amore (1752, Neapol, Teatro dei Fiorentini, Nicola Conforto)
- L'Orazio (19 September 1752, Académie Royale de Musique, Paříž, Pietro Auletta)
- La Costanza (Winter 1752, Teatro dei Fiorentini, Neapol, Tommaso Traetta)
- L'Olindo (1753, Teatro dei Fiorentini, Neapol, Niccolò Conti a Matteo Capranica)
- La schiava amante (1753, Neapol, Matteo Capranica)
- La clemenza di Tito (1753, Teatro Formagliari, Bologna, Michelangelo Valentini)
- La scaltra governatrice (1753, Académie Royale de Musique, Paříž, přepracovaná verze La maestra, Gioacchino Cocchi)
- La serva astuta (1753, Teatro dei Fiorentini, Neapol, Gioacchino Cocchi a Pasquale Errichelli)
- Il finto turco (1753, Teatro dei Fiorentini, Neapol, Gioacchino Cocchi a Pasquale Errichelli)
- La commediante (karneval 1754, Teatro dei Fiorentini, Neapol, Nicola Conforto)
- Le donne dispettose (nebo Le trame per amore; La massara spiritosa) (1754, Teatro dei Fiorentini, Neapol, Niccolò Piccinni)
- L'amore alla moda (1755, Neapol, Giuseppe Sellitto)
- La Rosmonda (1755, Neapol, Tommaso Traetta, Nicola Bonifacio Logroscino, a Carlo Cecere)
- La madamigella (1755, Neapol, patrně Giuseppe Scarlatti)
- Il curioso del suo proprio danno (karneval 1755 or 1756, Teatro Nuovo, Neapol, Niccolò Piccinni)
- La fante furba (1756, Teatro Nuovo, Neapol, Tommaso Traetta)
- Il chimico (1757, Benátky, Vincenzo Legrenzio Ciampi)
- La clemenza di Tito (1757, Benátky, Vincenzo Legrenzio Ciampi)
- La fante di buon gusto (1758, Neapol, Nicola Bonifacio Logroscino)
- Madama Arrighetta (aneb Monsieur Petitone) (1758, Teatro Nuovo, Neapol, Niccolò Piccinni)
- La scaltra letterata (Winter 1758, Teatro Nuovo, Neapol, Niccolò Piccinni)
- La ricca locandiera (karneval 1759, Teatro Capranica, Řím, Pietro Alessandro Guglielmi)
- Il finto pastorello (1759, Teatro Nuovo, Neapol, Vincenzo Orgitano)

### 1760–1769
- L'Origille (1760, Teatro dei Fiorentini, Neapol, Niccolò Piccinni)
- I due soldati (1760, Teatro Nuovo, Neapol, Pietro Alessandro Guglielmi)
- Il curioso imprudente (1761, Teatro dei Fiorentini, Neapol, Niccolò Piccinni)
- La furba burlata (1762, Teatro Nuovo, Neapol, Giacomo Insanguine)
- La donna di tutti i caratteri (1762, Teatro dei Fiorentini, Neapol, Pietro Alessandro Guglielmi)
- Il cavalier parigino (1762, Neapol, Niccolo Piccinni)
- Lo sposo di tre e marito di nessuna, 1763, Teatro Nuovo, Neapol, Pasquale Anfossi a Pietro Alessandro Guglielmi
- Monsieur Petitone (1763, Teatro Nuovo, Neapol, Giacomo Insanguine)
- La giocatrice bizzarra (1764, Neapol, Gaspare Gabellone and Giacomo Insanguine)
- La donna vana (1764, Teatro dei Fiorentini, Neapol, Niccolò Piccinni)
- Il ciarlone (1765, Milán, Giuseppe Scolari)
- Madama l'umorista o Gli stravaganti (1765, Teatro Rangoni, Modena, Giovanni Paisiello)
- La vedova capricciosa (karneval 1765, Teatro Nuovo, Neapol, Giacomo Antonio Insanguine) * L'incostante; (aneb Il volubile; La capricciosa) (1766, Teatro Capranica, Řím, Niccolò Piccinni)
- Le quattro malmaritate (karneval 1766, Teatro Nuovo, Neapol, Giacomo Antonio Insanguine)
- Lo spirito di contradizione (karneval 1766, Teatro San Moisè, Benátky, Pietro Alessandro Guglielmi)
- I matrimoni per dispetto (1767, Teatro Nuovo, Neapol, Pasquale Anfossi)
- Monsieur Petiton (1768, Großwardein, Carl Ditters von Dittersdorf)

### 1770–1799
- Il maestro di cappella (1771, Burgtheater, Vídeň, Florian Johann Deller)
- La donna di tutti caratteri (1775, Teatro Nuovo, Neapol, Domenico Cimarosa)
- La locandiera strega (karneval 1778, Cosenza, Giacomo Antonio Insanguine)
- I vecchi burlati (1783, Her Majesty's Theatre, Londýn, Pasquale Anfossi)
- Gli sposi in commedia (1784, Teatro Ducale, Piacenza, Pasquale Anfossi)
- La grotta do Trofonio (1785, Teatro dei Fiorentini, Neapol, Giovanni Paisiello)
- I zingari in fiera (1789, Teatro del Fondo, Neapol, Giovanni Paisiello)
- Le gare generose (spring 1786, Teatro dei Fiorentini, Neapol, Giovanni Paisiello)
- Il fanatico per gli antichi romani (1792, Padua, Antonio Calegari)
- L'inganno felice (1798, Neapel, Teatro del Fondo, Neapol, Giovanni Paisiello)

### 1800–1839
- Griselda (karneval 1800, Teatro S. Cecilia, Palermo, Valentino Fioravanti)
- Il maestro di cappella (1818, Teatro Nuovo, Terst, Vincenzo Pucitta)
- I due furbi (1835, Neapol, Giacomo Cordella)
- I vecchi burlati (karneval 1839, Teatro Fenaroli, Chieti, Valentino Fioravanti)